# Clyde Tingley
Clyde K. Tingley, född 5 januari 1882 i Madison County i Ohio, död 24 december 1960 i Albuquerque i New Mexico, var en amerikansk demokratisk politiker. Han var den 11:e guvernören i delstaten New Mexico 1935-1939.
Tingley flyttade 1910 till Albuquerque med hustrun Carrie, eftersom läkarna rekommenderade ett varmare klimat på grund av hennes tuberkulos. Carrie fick sedan vård på stadens metodistiska sanatorium. Han inledde sin politiska karriär som kommunalpolitiker i Albuquerque.
Hälsovård, speciellt för barn, var Tingleys hjärtefråga som politiker. Han vann 1934 års guvernörsval som en anhängare av Franklin D. Roosevelts reformprogram New Deal.